# I due colonnelli
I due colonnelli (que en italiano significa Los dos coroneles) es una película de comedia italiana de 1963 dirigida por Steno. El personaje de Totò se inspiró en un personaje similar que interpretó en Totò Diabolicus.

## Resumen
La historia trata de tropas italianas y británicas enfrentadas en la frontera greco-albanesa en 1943. Ambos bandos toman, pierden y retoman una aldea fronteriza innumerables veces durante toda la película. El pueblo es tomado y retomado por ambos bandos tantas veces que los lugareños ni siquiera prestan atención a las batallas y colaboran abiertamente con el bando que ocupe el pueblo en ese momento. Ambas partes usan el mismo hotel como cuartel general e incluso se desarrolla una amistad y respeto mutuo entre los dos comandantes opuestos. Esto continúa hasta que llegan los alemanes y ordenan al comandante italiano que destruya la aldea matando a sus habitantes, una orden que el comandante italiano se niega a obedecer provocando una sentencia de muerte. Sus hombres rechazan la orden del oficial alemán de disparar y también son condenados a muerte. Los británicos recuperan la aldea justo a tiempo para salvar a los italianos, todos se regocijan con la noticia de que Italia acaba de pedir un armisticio.

## Reparto
- Totò: coronel Antonio Di Maggio
- Walter Pidgeon: coronel Timothy Henderson
- Nino Taranto: sargento Quaglia
- Giorgio Bixio: soldado Giobatta Parodi
- Toni Ucci: Mazzetta
- Nino Terzo: soldado La Padula
- Scilla Gabel: Iride
- Gérard Herter: general Von Tirpitz
- Roland Bartrop: mayor Kruger
- Andrea Scotti : esposa de Iride